# Irina Shayk

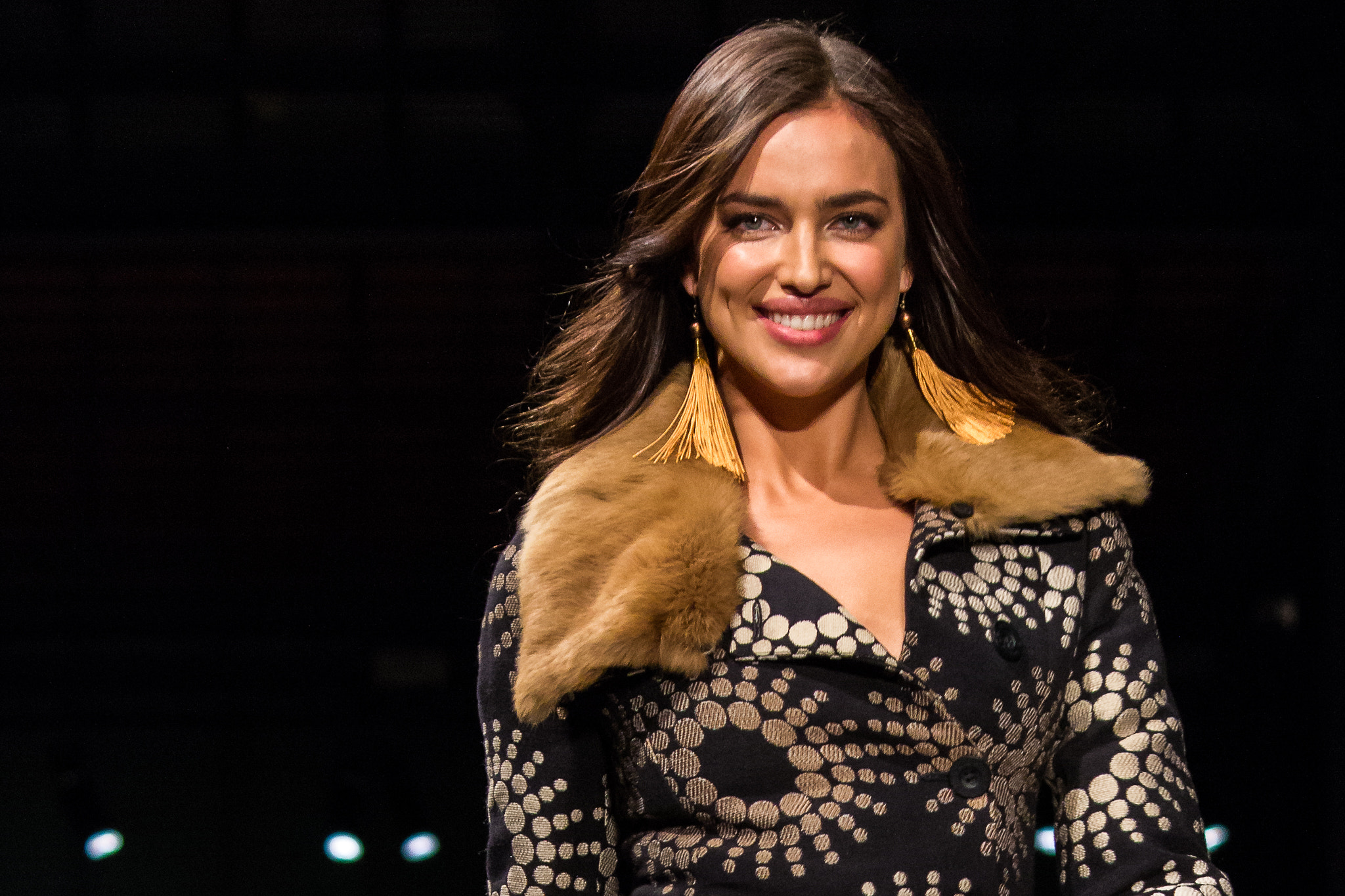
Irina Shayk Fashion Week 2014

Irina Valeryevna Shaykhlislamova (russisch Ирина Валерьевна Шайхлисламова; * 6. Januar 1986 in Jemanschelinsk, Russische SFSR, Sowjetunion), genannt Irina Shayk (russisch Ирина Шейк, dt. Transkr. Irina Scheik), ist ein russisches Model.

## Leben

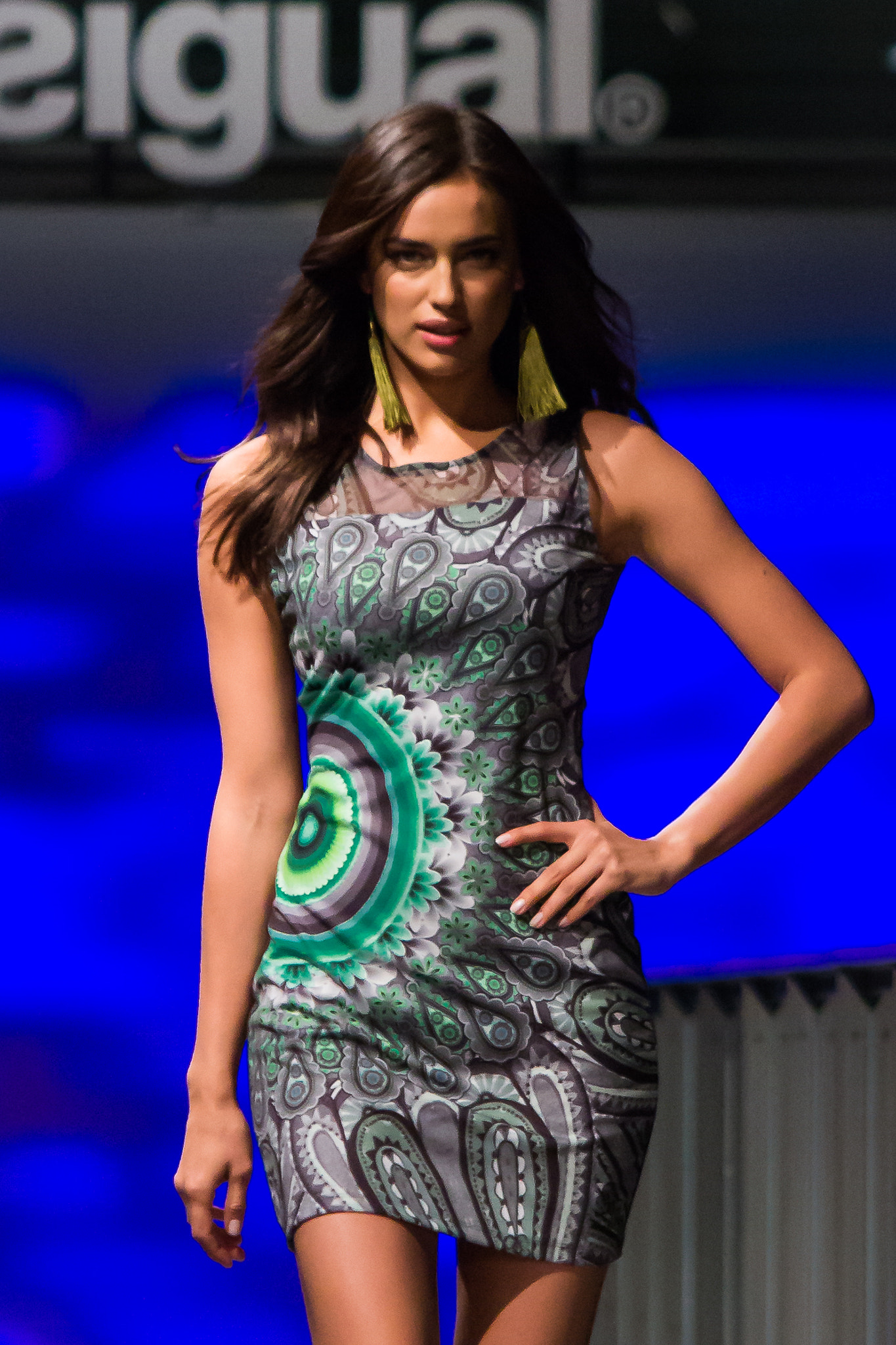
Irina Shayk, 2014

Shayk ist die Tochter eines tatarischen Vaters und einer russischen Mutter.
Bekannt wurde sie vor allem als Model für Unterwäsche und Badebekleidung. Seit 2009 macht sie Werbung für das italienische Label Intimissimi. 2011 war sie das Cover-Model der Badeanzug-Ausgabe von Sports Illustrated. Shayk schoss Kampagnen für La Perla, Armani, Lacoste und Guess. Sie war auf Covern und Editorials von Vogue, Elle, Harper’s Bazaar, Vanity Fair, Marie Claire, GQ, Maxim Cosmopolitan, Allure und Glamour zu sehen.
Zudem war sie Werbekampagnengesicht von Intimissimi (2016 und 2017).
Daneben ließ Shayk eine Entbindungsklinik in ihrer Heimatstadt erbauen und finanzierte den Wiederaufbau der Kinderstation des örtlichen Krankenhauses. Sie ist offizielle Botschafterin von Pomogi, einer Wohltätigkeitsorganisation in Russland, die sich um die Versorgung kranker Kinder kümmert. Sie wirbt für eine bessere Kreditvergabe an das Rote Kreuz.
Von Mai 2010 bis Januar 2015 war Shayk mit dem portugiesischen Fußballer Cristiano Ronaldo liiert. Wenige Wochen nach der Trennung lernte sie Bradley Cooper kennen. Im April 2017 wurde die Geburt ihres ersten gemeinsamen Kindes bekannt. Seit Juni 2019 leben sie und der US-amerikanische Schauspieler getrennt.
2014 hatte sie ihr Schauspieldebüt in dem Film Hercules. Sie spielt die Ehefrau von Hercules, der von Dwayne Johnson gespielt wird.

## Filmografie
- 2014: Hercules
- 2016: Inside Amy Schumer – Psychopath Test (Fernsehserie)